# Bela Cruz
Bela Cruz est une municipalité brésilienne de l'État du Ceará.